# Tahumming River
Der Tahumming River ist ein 33 km langer Zufluss des Toba Inlet in British Columbia in Kanada. 

## Flusslauf
Der Tahumming River wird auf einer Höhe von etwa 1050 m vom Tahumming-Gletscher in den Pacific Ranges, einem Teilgebirge der Coast Mountains, gespeist. Er durchfließt das Gebirge in überwiegend südlicher Richtung, bevor er in das Kopfende des Toba Inlet mündet. Der Tahumming River entwässert ein Areal von etwa 235 km². Der mittlere Abfluss liegt bei 26,8 m³/s. Die höchsten monatlichen Abflüsse werden während der Eisschmelze der Gletscher in den Monaten Juni bis September gemessen.